# اوا هسه
اِوا هِسه (به آلمانی: Eva Hesse)‏ (۱۱ ژانویه، ۱۹۳۶–۲۹ اردیبهشت، ۱۹۷۰)، مجسمه‌ساز (متولد آلمان) آمریکایی بود که برای استفاده از مواد مختلف از جمله لاتکس، فایبر گلاس و پلاستیک در کارهای خود شناخته شده‌است.
اوا هسه و کارهایش بعد از مرگ به روش‌های گوناگونی توسط منتقدین و مورخان شرح داده شده‌اند. هنر او اغلب از دریچه تجارب دردناک زندگی‌اش دیده می‌شود. آثار هسه سازه‌هایی بنیادی، غنی و دارای بافت هستند که در ساخت آن‌ها مواد مختلفی به کار گرفته شده‌است و بیننده را وامی‌دارند تا به همان اندازه که به آثار می‌نگرد؛ به فضای اطراف آن‌ها و نیز فضای بین سازه‌ها نگاه کند.

## زندگی‌نامه
اوا هسه در سال ۱۹۳۶ در هامبورگ در یک خانواده یهودی به دنیا آمد. او و خواهرش در سال ۱۹۳۸ برای فرار از دست نازیها به هلند فرستاده شدند؛ بعد از ملحق شدن والدینشان آن‌ها به لندن و سپس در سال ۱۹۳۰ به نیویورک مهاجرت کردند. زمانی که اوا نه ساله بود والدینش از یکدیگر جدا شده، پدرش دوباره ازدواج کرد و مادرش چند ماه بعد با پرتاپ خود از پنجره جان خود را از دست داد.
هسه نقاشی را در انجمن کوپر در نیویورک و دانشکده هنر و معماری دانشگاه ییل زیر نظر یوزف آلبرس فرا گرفت و در سال ۱۹۵۹ مدرک لیسانس خود را از دانشگاه ییل در رشته هنرهای زیبا اخذ نمود.
پس از ازدواج خود را در سال ۱۹۶۲ با تام دُیل، مجسمه‌ساز شناخته شده، او اولین اثر سه بعدی خود را با استفاده از مرغ، سیم و پارچه ساخت
در سال ۱۹۴۶ او به همراه همسرش به آلمان بازگشتند و توسط یک تولیدکننده پارچه و حامی هنر مورد پشتیبانی قرار گرفتند. در طی این زمان او اولین نمایشگاه مجسمه خود را در انجمن هنر در راین لند و وستفالیا، در دوسلدورفبه نمایش گذاشت.
آنها در بازگشت خود به نیویورک در سال ۱۹۶۵ از هم جدا شدند. پس از آن هسه کار خود را با آزمایش لاتکس و بعد فایبر گلاس در سازه‌هایش آغاز کرد. او در اواخر دهه شصت میلادی کارهایش را در گالری فیشباک به نمایش گذاشت و به تدریس در دانشگاه هنرهای تجسمی در نیویورک پرداخت.
او با وجود اینکه تحت عملیات متعددی برای از بین بردن تومور مغزی‌اش قرار گرفت اما سرانجام در ۲۹ می ۱۹۷۰ در سن ۳۴ سالگی درگذشت.

## آثار
او یکی از معدود هنرمندانی است که جنبش مینیمالیسم به پست مینیمالیسم را رهبری می‌کند. در کارهای او فرم‌های هندسی و واحدهای تکرارشوندهٔ معمول در مینیمالیسمم به چشم می‌خورد، اما به کلی با شیوهٔ طراحی شده و خشک آن متفاوت است.
ترکیبی از تأثیرات اکسپرسیونیستی انتزاعی و مینیمالیستی منجر به کیفیتی گریزان در آثار او می‌شوند که نیاز به پاسخ فردی از بیننده را می‌طلبد به جای اینکه یک معنی تجویز شده صرفاً بر اساس تجربیات شخصی خود را گزارش دهد. تضاد بین تجسمی از احشا و عدم ذاتی که در مینیمالیسم وجود دارد، در آثار اوا هسه بیشترین تأثیر را بر روی بیننده می‌گذارد.